# Corinna cribrata
Corinna cribrata är en spindelart som först beskrevs av Simon 1886.  Corinna cribrata ingår i släktet Corinna och familjen flinkspindlar. Inga underarter finns listade i Catalogue of Life.